# Jacek Brodowski
Jacek Brodowski (ur. 5 lipca 1943 w Krakowie) – polski grafik, ilustrator i muzyk jazzowy.

## Życiorys
W Krakowie uczęszczał do szkoły podstawowej, ale Liceum Ogólnokształcące im. Adama Mickiewicza skończył już w Warszawie. Następnie rozpoczął studia w tamtejszej Akademii Sztuk Pięknych. Na uczelni trafił pod opiekę artystyczną Stefana Nacht-Samborskiego. Studia o profilu malarskim i graficznym ukończył z wyróżnieniem w 1969. Jeszcze przed uzyskaniem dyplomu pokazywał swoje prace na warszawskich wystawach na Targówku w 1963 (grupa XYZ) i w studenckim klubie Hybrydy w 1965. Ponadto jego obrazy były eksponowane m.in. na wystawie malarstwa w szwajcarskim Rorbas, niedaleko Zurychu (1987), V Festiwalu Polskiego Malarstwa Współczesnego w Szczecinie (1970) i Warszawskich Targach Sztuki „Warexpo”, zorganizowanych w Zamku Królewskim (1975).
Będąc dobrym pianistą, równolegle ze studiami zajmował się muzyką. W latach 1966–1969 prowadził utworzone przez siebie na uczelni trio jazzowe. Występował m.in. na festiwalach Jazz Jamboree i Jazz nad Odrą. Grywał w klubach studenckich z Hybrydami na czele. Brał też udział w koncertach organizowanych z różnych okazji. Np. podczas „Polsko-Skandynawskiego Tygodnia Kultury”, odbywającego się w 1964 w Helsinkach, Tampere i Turku, akompaniował ze swoim zespołem piosenkarzom, m.in. Monice Zetterlund i Piotrowi Szczepanikowi. W kolejnym „Polsko-Skandynawskim Tygodniu Kultury”, zorganizowanym w Oslo w 1967, występował m.in. z Włodzimierzem Nahornym i Zdzisławą Sośnicką. Jeszcze w 2019 gościnnie zagrał na keyboardzie w warszawskim klubie Stodoła. Okazjonalnie komponował. Napisał kilka utworów (np. Ciocia Łucja, Makay, Trambambula, C-Blues), które zostały zarejestrowane w studiach Polskiego Radia. Stworzył także ilustrację muzyczną do szeregu odcinków Polskiej Kroniki Filmowej i innych krótkich form filmowych.
W 1971 zaczął projektować znaczki pocztowe. Zadebiutował serią trzech znaczków, wydanych przez Pocztę Polską jako Lotnictwo polskie w wojnie obronnej 1939 r. Jego dorobek w dziedzinie filatelistyki jest znaczący, stworzył bowiem ponad 300 znaczków pocztowych, całostek, kopert FDC i datowników.

### Wędkarstwo
Od dziesięcioleci jest wędkarzem i miłośnikiem przyrody. Łowi ryby sportowo czyli łapie i wypuszcza. Jego hobby przyczyniło się do niemal 25-letniej współpracy z najstarszym polskim czasopismem wędkarskim – „Wiadomościami Wędkarskimi”. Był ich redaktorem i ilustratorem. Współpracuje także z szwajcarskim magazynem wędkarskim „Petri-Heil”, który na swoich łamach publikuje jego ilustracje ryb i środowiska wodnego. W swoim dorobku z zakresu hobby i grafiki zawodowej ma jeszcze projekt okładki katalogu dla produkującego sprzęt wędkarski przedsiębiorstwa Konger, oraz opracowania graficzne naklejek firmowych na szpule z żyłkami wędkarskimi.

## Twórczość

### Pocztówki
- Ryby słodkowodne, cz. I–IV (albumiki z dziewięcioma pocztówkami), wyd. KAW, 1984

### Znaczki pocztowe
- Lotnictwo polskie w wojnie obronnej 1939 r. (seria), 1971
- Kwiaty w twórczości Stanisława Wyspiańskiego (seria), 1974
- 50 lat pierwszego polskiego znaczka lotniczego (seria), 1975
- Lotnictwo współczesne (seria) oraz koperty FDC, 1976–1978
- Parki Narodowe (seria) oraz koperty FDC, 1976
- Polski Czerwony Krzyż oraz koperta FDC, 1977
- Zabytki architektury (seria) oraz koperty FDC, 1977
- Lotnictwo polskie (seria) oraz koperty FDC, 1978
- Pierwszy Polak w kosmosie • „Interkosmos 78” (seria) oraz koperty FDC, 1978
- Arcydzieła sztuki oraz koperta FDC, 1978
- Ochrona środowiska • 100-lecie PZW (seria) oraz koperty FDC, 1979
- Arcydzieła sztuki • Rzeźba „Pokój” oraz koperta FDC, 1979
- Tadeusz Kościuszko • Pomnik w Filadelfii oraz koperta FDC, 1979
- XXXV–lecie PRL – XIII Ogólnopolska Wystawa Filatelistyczna • Katowice ’79 (seria) oraz koperta FDC, 1979
- Kazimierz Pułaski • Pomnik w Buffalo oraz koperta FDC, 1979
- XIII Zimowe Igrzyska Olimpijskie – Lake Placid 1980 • Igrzyska XXII Olimpijskie – Moskwa 1980 (seria) oraz koperty FDC, 1980
- W. I. Lenin – 110 rocznica urodzin oraz koperta FDC, 1980
- Rośliny lecznicze (seria) oraz koperty FDC, 1980
- Sport modelarski (seria) oraz koperty FDC, 1981
- 200 lat Teatru Starego • Kraków (seria) oraz koperty FDC, 1981
- Zwycięstwa Polski w Challenge 1932, 1934 (seria) oraz koperty FDC, 1982
- Międzynarodowa Wystawa Filatelistyczna „Filexfrance '82” • Paryż oraz koperta FDC, 1982
- Pomniki polskiej kartografii (seria) oraz koperty FDC, 1982
- 60-lecie Polskiego Związku Bokserskiego oraz koperta FDC, 1983
- Igrzyska XXIII Olimpiady • Los Angeles 1984 (seria) oraz koperty FDC, 1984
- Chronione zwierzęta futerkowe (seria) oraz koperty FDC, 1984
- Polska Żegluga Bałtycka – Promy (seria) oraz koperty FDC, 1986
- Sukcesy polskich sportowców • 1985 (seria) oraz koperty FDC, 1986
- Stare samochody i motocykle (seria) oraz koperty FDC, 1987
- Jan Heweliusz 1611–1687 (seria) oraz koperty FDC, 1987
- Światowa Wystawa Filatelistyczna • Finlandia 88 oraz koperta FDC, 1988
- Sport (seria) oraz koperty FDC, 1990
- Ślimaki i małże (seria) oraz koperta FDC, 1990
- 50. rocznica operacji „Piorun” – „Bismarck” oraz koperta FDC, 1991
- Obrona Tobruku oraz koperta FDC, 1991
- Wodospady polskie (seria) oraz koperty FDC, 1992
- Ryby akwaryjne (seria) oraz koperty FDC, 1994
- Mistrzostwa Świata w Akrobatyce Sportowej • Wrocław ’95 oraz koperta FDC, 1995
- Tatry polskie (seria) oraz koperty FDC, 1996
- Boże Narodzenie (seria) oraz koperta FDC, 1996
- Nietoperze (seria) oraz koperty FDC, 1997
- Ochrona Bałtyku (seria) oraz koperty FDC, 1998
- Owady wodne (seria) oraz koperty FDC, 1999
- Polsko-ukraińska współpraca przygraniczna w dziedzinie ochrony środowiska (seria) oraz koperta FDC, 1999
- Zwierzęta prehistoryczne – Dinozaury (seria) oraz koperty FDC, 2000
- 10-lecie Radia Maryja (seria) oraz koperty FDC, 2001
- Zabytkowe parowozy (seria) oraz koperty FDC, 2002
- Ptaki (seria) oraz koperty FDC, 2003
- 75-lecie Polskich Linii Lotniczych LOT oraz koperta FDC, 2004
- Fauna i flora akwenów słodkowodnych (seria) oraz koperty FDC, 2004
- Flisacy na Dunajcu oraz koperta FDC, 2004
- Zimowe Igrzyska Olimpijskie • Turyn 2006 oraz koperta FDC, 2006
- Światowa Wystawa Psów Rasowych • 2006 Poznań (seria) oraz koperta FDC, 2006
- XXI Zimowe Igrzyska Olimpijskie „Vancouver 2010” oraz koperta FDC, 2010
- 750-lecie klasztoru podominikańskiego sióstr urszulanek w Sieradzu oraz koperta FDC, 2010
- Boże Narodzenie (seria) oraz koperty FDC, 2010
- Pierwszy polski satelita naukowy oraz koperta FDC, 2011
- Hokej na trawie oraz koperta FDC, 2011

### Płyta
- LP Polish Jazz • Winners of the Festival „Jazz on the Odra River” (różni wykonawcy, w tym Jacek Brodowski Trio w składzie: Jacek Brodowski – fortepian, Maciej Suzin – kontrabas, Sergiusz Perkowski – perkusja; utwór: Ciocia Łucja), wyd. Polskie Nagrania „Muza”, XL 363, 1967

## Narody i wyróżnienia
- Złoty medal na wystawie MKOl Prix Olympia w Lozannie w 1986 za „najładniejszy znaczek sportowy” – Szermierka (nr kat. 2766) z serii Igrzyska XXIII Olimpiady • Los Angeles 1984[3]
- „Najładniejszy znaczek w 1984 roku” w plebiscycie pisma „Filatelista” – Igrzyska XXIII Olimpiady • Los Angeles 1984 (blok nr 124)[4]
- Wyróżnienie na 10. Konferencji Członków Stowarzyszenia Rządowych Producentów Znaczków Pocztowych w Krakowie w 2004 za projekty znaczków emisji Zabytkowe parowozy (2002)[3]
- I miejsce w konkursie Poczty Słowackiej na najładniejszy znaczek 2004 oraz nagroda Pocztowej Służby Filatelistycznej Słowacji (2005) za emisję waloru Flisacy na Dunajcu, wydanego wspólnie z Pocztą Słowacką w 2004[3]
- „Najładniejszy znaczek w 2006 roku” w plebiscycie pisma „Filatelista” – Zimowe Igrzyska Olimpijskie • Turyn 2006 (nr kat. 4077)[5]

## Upamiętnienie
- W uznaniu zasług artysty Poczta Polska wydała w 2008 kartkę pocztową (Cp 1478) z serii „Polscy projektanci znaczków pocztowych”, na której na znaku opłaty o wartości 1,45 zł znalazł się jego wizerunek[6]. Umieszczono na niej także reprodukcje znaczków jego autorstwa.